# KWSU-TV
A KWSU-TV a Washingtoni Állami Egyetem által üzemeltetett televízióadó. A csatorna sugárzása a Palouse településtől nem messze húzódó Kamiak-tanúhegyről történik.
A KWSU stúdiói a pullmani központi kampusz Murrow Kommunikációs Központjában, míg a KTNW-é a Tri-Cities telephelyen találhatóak.

## Történet
A tévéadó első adása 1962. szeptember 24-én volt, akkor még KWSC-TV-ként; a csatorna a KWSU-TV hívójelet 1969. március 1-jén vette fel. A KTNW-TV átjátszóadó 1987. október 18-a óta létezik a korábban a KTRX-TV által elfoglalt 31-es számú UHF-csatornán.
2009. február 17-én az analóg hálózaton való sugárzást megszüntették, azóta csak digitális- és virtuális hálózatokon érhető el az adás.

## Vételi lehetőségek
A KWSU-TV a Public Broadcasting Service tagjaként, a 10-es PSIP (korábban a 10-es VHF) csatornán sugárzó, a Washington állambeli Pullmanben bejegyzett adó.
A KTNW-TV a KWSU szatellitcsatornájaként a 31-es PSIP (korábban a 22-es UHF) csatornán sugárzó átjátszóadó, amelyet Richlandben jegyeztek be. Az adó terjesztése a Jump off Joe-tanúhegyről történik; elsődleges sugárzási körzete a Tri-Cities települései.
A KWSU és a KTNW együttes neve Northwest Public Television, melynek szolgáltatási körzete délnyugat-Washington, Idaho állam északi része, valamint az oregoni Wallowa megye.
Kísérleti jelleggel a KWSU sugárzását a KSPS-TV-vel közösen Spokane, a KTNW-ét pedig a Tri-Cities települések környékére is kiterjesztették, valamint előbbi adót a spokane-i régióban a Comcast Xfinity szolgáltatásán át is terjesztik. A DirecTv és Dish Network szolgáltatókon át az adók Washington, Oregon és Idaho mellett Montana államban is elérhetőek.
A tévéadók az alábbi PSIP-alcsatornákon érhetőek el:
| KWSU-TV    | KWSU-TV   | KWSU-TV  | KWSU-TV  | KWSU-TV       |
| Alcsatorna | Felbontás | Képarány | PSIP-jel | Terjesztő     |
| ---------- | --------- | -------- | -------- | ------------- |
| 10.1       | 1080i     | 16:9     | KWSU-DT  | KWSU/PBS      |
| 10.2       | 480i      | 4:3      | KWSU-RC  | Create        |
| KTNW-TV    |           |          |          |               |
| Alcsatorna | Felbontás | Képarány | PSIP-jel | Terjesztő     |
| 31.1       | 1080i     | 16:9     | KTNW-HD  | KTNW/PBS      |
| 31.2       | 480i      | 4:3      | KTNW-DT  | Create        |
| 31.3       | 480i      | 4:3      | KTNW-DT  | MHz WorldView |

## Fordítás
Ez a szócikk részben vagy egészben  a   KWSU-TV című angol Wikipédia-szócikk ezen változatának fordításán alapul.  Az eredeti cikk szerkesztőit annak laptörténete sorolja fel. Ez a jelzés csupán a megfogalmazás eredetét és a szerzői jogokat jelzi, nem szolgál a cikkben szereplő információk forrásmegjelöléseként.